# Тенглик (движение)

Флаг организации

Тенглик (кум. «Равенство») — кумыкская национальная общественная организация в Дагестане, выдвигавшая требования о необходимости решения земельных проблем в равнинных районах республики, запрета миграции горцев на «Кумыкскую равнину», а также выступала за федерализацию Дагестана и создание национальных автономий для наиболее крупных народов республики. Основана 19 ноября 1989 года в селе Эндирей, её лидером выступил Салав Алиев.

## История
По сравнению с большей частью Северного Кавказа процесс массового переселения жителей горных районов Дагестана на плоскость начался на полстолетия позднее, но во второй половине – конце XX в. обрел значительную
динамику и масштабность, и в итоге оказался важным фактором социально-экономической, политической и этносоциальной жизни республики. Последствиями данного процесса для горных районов стала их депопуляция, утрата пригодных для сельскохозяйственного использования угодий. В этих условиях горные хозяйства стали выполнять лишь функции сырьевых баз (летних пастбищ), а общим следствием всего указанного стало разрушение самобытной горской культуры. Для равнинных территорий последствия реализации переселенческой политики выразились в том, что во второй половине XX в. выходцы из горных районов в большом количестве и прочно обосновались в равнинных районах Дагестана. По причине этнографической специфики Дагестана – его особой полиэтничности – любые, а тем более столь значительные подвижки населения, не могли не отразиться на атмосфере межнациональных отношений. Хотя в официальных отчетах значилось, что переселенцы освоили 60 тыс. га целинных земель, однако последние вовсе не были ничейными – они являлись частями территорий кумыков, ногайцев, русских, «традиционно» или издавна проживающих в равнинных районах Дагестана. Благоприятные условия, созданные для горцев-переселенцев: выделение нередко значительно бо́льших, чем у жителей кумыкских аулов, земельных участков, льготы налогообложения, сохранявшиеся за переселенцами на протяжении десятилетий, а также переселение кумыков из пригородов Махачкалы в Хасавюртовский район на место депортированных чеченцев при одновременном заселении освобожденных ими территорий горцами и др. – вызвали обоснованное недовольство кумыкской общественности. В ответ на подобные заявления кумыкской общественности в республике появился аварский Национальный фронт им. имама Шамиля, отстаивавший права аварцев-переселенцев на эксплуатацию новых для них земель на равнине. Одновременно формировались и начали действовать лезгинское, лакское, ногайское, даргинское и другие «национальные» структуры. В их программных документах заявлялось об интересах собственной «нации».
Учредительный съезд организации состоялся в 1989 году. Однако впервые в постсоветском Дагестане вопрос о национальном самоопределении кумыкского народа поднимался на II Съезде кумыкского народного движения «Тенглик» 09.11.1990 г. Съезд принял также «Декларацию о самоопределении кумыкского народа». Вначале 1990-х гг. «Тенглик» организовывал массовые протестные мероприятия от имени кумыкского народа. В октябре 1991 г. были перекрыты железная дорога и автотрасса Ростов–Баку, предпринята попытка заблокировать Махачкалинский аэропорт. В окрестностях г. Хасавюрта был создан и длительное время функционировал лагерь забастовщиков. 11 марта 1992 г. Президиум Верховного Совета РД принял постановление «О противозаконных действиях руководства Кумыкского народного движения „Тенглик”», где руководители движения были предупреждены об «ответственности за возможные последствия их практических действий».
21.03.1992 г. состоялся очередной Общенациональный съезд кумыкского народа, на котором было принято решение провести референдум о создании «Автономной Кумыкии» в составе Дагестана и РФ. Съезд принял также постановление «О путях реализации национального суверенитета кумыкского народа». Судебная коллегия по гражданским делам Верховного суда РД 6 мая 1992 г. рассмотрела дело по протесту прокурора РД
на принятые акты. Протесты были удовлетворены.
Последнее активное участие организации в общественно-политической жизни республики началось во время выборов в Государственную Думу РФ в 1993 г. был образован «Общественный блок», который объединил кумыкское движение «Тенглик», «Межрегиональное Общество Ногайского народа «Бирлик», «Кизлярский круг Терского казачьего войска», Славянское общественное движение «Россия». Основной задачей которого являлось объединение усилий в предвыборной кампании.
На Съезде народов Дагестана подавляющим большинством участников была отвергнута проповедуемая некоторыми представителями национальных
движений идею создания в Дагестане государственных образований по национально-этническому признаку.
После 1993 г. политическая активность движения, как и других общественных организаций народов Дагестана начала угасать. Этому способствовало появление определенности и единовластия в федеральном центре. Принятие Конституции РФ позволило начать формирование органов государственной власти Дагестана. К тому же, внутри кумыкского движения наметился раскол и политическая программа движения уже не могла играть объединительную роль для всех кумыков. Если ещё в 1992 г. активисты «Тенглик» проводили двадцатитысячные митинги, то уже на выборах 1993 г. им не удалось собрать даже необходимые 10 тыс. подписей для регистрации своего кандидата на выборах в Федеральное Собрание РФ от РД.

## Цели движения, политическая программа
На рубеже 1980—90-х гг. недовольство кумыков, представленного кумыкским народным движением «Тенглик», оформилось в политическую цель восстановления прав на ранее принадлежавшие кумыкам земли и даже выход Кумыкии из состава Дагестана. На волне активно переживавшегося роста этнического самосознания в программных требованиях «Тенглика» было заявлено о «сохранении экономически и демографически целесообразного образа жизни кумыкского населения, а также среды обитания; прекращении массового переселения выходцев из горных районов в Кумыкию, и о возврате незаконно изъятых земель их законным хозяевам». Как было заявлено, земельные угодья кумыкского народа, восполненные и защищенные от новых посягательств со стороны, должны были стать базой «восстановления всех структур этнизации». Идеологи движения «Тенглик», репрезентируя собственный народ, дистанцировали его от кавказцев, называя правопреемником населения Гуннии и Хазарии, а одним из главных принципов своего движения называют тюркизм.